# Rushville (Indiana)
Rushville és una població dels Estats Units a l'estat d'Indiana. Segons el cens del 2000 tenia 5.995 habitants.

## Demografia
Segons el cens del 2000, Rushville tenia 5.995 habitants, 2.434 habitatges, i 1.552 famílies. La densitat de població era de 1.028,7 habitants/km².
Dels 2.434 habitatges en un 31,2% hi vivien nens de menys de 18 anys, en un 46,9% hi vivien parelles casades, en un 12,7% dones solteres, i en un 36,2% no eren unitats familiars. En el 31,6% dels habitatges hi vivien persones soles el 15,2% de les quals corresponia a persones de 65 anys o més que vivien soles. El nombre mitjà de persones vivint en cada habitatge era de 2,39 i el nombre mitjà de persones que vivien en cada família era de 2,99.
Per edats la població es repartia de la següent manera: un 25,2% tenia menys de 18 anys, un 8,6% entre 18 i 24, un 28,6% entre 25 i 44, un 20,2% de 45 a 60 i un 17,5% 65 anys o més.
L'edat mediana era de 37 anys. Per cada 100 dones de 18 o més anys hi havia 85 homes.
La renda mediana per habitatge era de 30.233$ i la renda mediana per família de 36.646$. Els homes tenien una renda mediana de 30.127$ mentre que les dones 22.440$. La renda per capita de la població era de 17.072$. Entorn del 8,1% de les famílies i l'11% de la població estaven per davall del llindar de pobresa.

## Poblacions més properes
El següent diagrama mostra les poblacions més properes.